# Campeonato Mundial de Atletismo de 2017 - Revezamento 4x100 m masculino
A competição dos 4 x 100 metros estafetas masculino no Campeonato Mundial de Atletismo de 2017 foi realizada no Estádio Olímpico de Londres no dia 12 de agosto. O Reino Unido levou a medalha de ouro. 

## Recordes
Antes da competição, os recordes eram os seguintes:
| Recorde mundial                               | Nesta Carter, Michael Frater · Yohan Blake, Usain Bolt (JAM)               | 36.84 | Londres, Reino Unido      | 11 de agosto de 2012   |
| Recorde do campeonato                         | Nesta Carter, Michael Frater · Yohan Blake, Usain Bolt (KEN)               | 37.04 | Daegu, Coreia do Sul      | 4 de setembro de 2011  |
| Melhor marca do ano                           | Chijindu Ujah, Zharnel Hughes · Danny Talbot, Harry Aikines-Aryeetey (USA) | 38.08 | Villeneuve-d'Ascq, França | 10 de junho de 2017    |
| Recorde africano                              | Osmond Ezinwa, Olapade Adeniken · Francis Obikwelu, Davidson Ezinwa (NGR)  | 37.94 | Atenas, Grécia            | 9 de agosto de 1997    |
| Recorde asiático                              | Ryota Yamagata, Shota Iizuka · Yoshihide Kiryu, Asuka Cambridge (JPN)      | 37.60 | Rio de Janeiro, Brasil    | 19 de agosto de 2016   |
| Recorde da América do Norte, Central e Caribe | Nesta Carter, Michael Frater · Yohan Blake, Usain Bolt (JAM)               | 36.84 | Londres, Reino Unido      | 11 de agosto de 2012   |
| Recorde sul-americano                         | Vicente de Lima, Édson Ribeiro · André da Silva, Claudinei Quirino (BRA)   | 37.90 | Sydney, Austrália         | 30 de setembro de 2000 |
| Recorde europeu                               | Jason Gardener, Darren Campbell · Marlon Devonish, Dwain Chambers (GBR)    | 37.73 | Sevilha, Espanha          | 29 de agosto de 1999   |
| Recorde da Oceania                            | Paul Henderson, Tim Jackson · Steve Brimacombe, Damien Marsh (AUS)         | 38.17 | Gotemburgo. Suécia        | 12 de agosto de 1995   |
| Recorde da Oceania                            | Anthony Alozie, Isaac Ntiamoah · Andrew McCabe, Josh Ross (AUS)            | 38.17 | Londres. Reino Unido      | 10 de agosto de 2012   |

Os seguintes recordes foram estabelecidos durante esta competição: 
| Recorde             | Tempo | Atletas                                                           | Nacionalidade | Data                 |
| ------------------- | ----- | ----------------------------------------------------------------- | ------------- | -------------------- |
| Melhor marca do ano | 37.47 | Chijindu Ujah, Adam Gemili Danny Talbot, Nethaneel Mitchell-Blake | GBR           | 12 de agosto de 2017 |
| Europeu             | 37.47 | Chijindu Ujah, Adam Gemili Danny Talbot, Nethaneel Mitchell-Blake | GBR           | 12 de agosto de 2017 |
| Melhor marca do ano | 37.70 | Mike Rodgers, Justin Gatlin Beejay Lee, Christian Coleman         | USA           | 12 de agosto de 2017 |

## Medalhistas
| Ouro                                                                                 | Prata                                                                            | Bronze                                                                 |
| Grã-Bretanha · Chijindu Ujah · Adam Gemili · Danny Talbot · Nethaneel Mitchell-Blake | Estados Unidos · Mike Rodgers · Justin Gatlin · Jaylen Bacon · Christian Coleman | Japão · Shuhei Tada · Shota Iizuka · Yoshihide Kiryu · Kenji Fujimitsu |

## Calendário
| Data                 | Horário | Fase          |
| -------------------- | ------- | ------------- |
| 12 de agosto de 2017 | 10:55   | Eliminatórias |
| 12 de agosto de 2017 | 21:50   | Final         |

Todos os horários estão no horário local (UTC+1)

## Resultados

### Eliminatórias
Qualificação: Três primeiros de cada bateria (Q) e os dois melhores tempos (q) 
| Pos. | Série | Raia | Nacionalidade     | Atletas                                                                  | Tempo | Notas                |
| ---- | ----- | ---- | ----------------- | ------------------------------------------------------------------------ | ----- | -------------------- |
| 1    | 1     | 8    | Estados Unidos    | Mike Rodgers, Justin Gatlin, Beejay Lee, Christian Coleman               | 37.70 | Q,                   |
| 2    | 1     | 4    | Grã-Bretanha      | Chijindu Ujah, Adam Gemili, Danny Talbot, Nethaneel Mitchell-Blake       | 37.76 | Q,                   |
| 3    | 2     | 3    | Jamaica           | Tyquendo Tracey, Julian Forte, Micheal Campbell, Usain Bolt              | 37.95 | Q,                   |
| 4    | 2     | 8    | França            | Stuart Dutamby, Jimmy Vicaut, Mickaël-Méba Zeze, Christophe Lemaitre     | 38.03 | Q,                   |
| 5    | 2     | 6    | China             | Wu Zhiqiang, Xie Zhenye, Su Bingtian, Zhang Peimeng                      | 38.20 | Q                    |
| 6    | 1     | 5    | Japão             | Shuhei Tada, Shota Iizuka, Yoshihide Kiryu, Asuka Cambridge              | 38.21 | Q,                   |
| 7    | 1     | 9    | Turquia           | Yiğitcan Hekimoğlu, Jak Ali Harvey, Emre Zafer Barnes, Ramil Guliyev     | 38.44 | q,                   |
| 8    | 2     | 2    | Canadá            | Gavin Smellie, Aaron Brown, Brendon Rodney, Mobolade Ajomale             | 38.48 | q                    |
| 9    | 1     | 6    | Trinidad e Tobago | Keston Bledman, Kyle Greaux, Moriba Morain, Emmanuel Callender           | 38.61 | Recorde da temporada |
| 10   | 2     | 7    | Alemanha          | Julian Reus, Robert Hering, Roy Schmidt, Robin Erewa                     | 38.66 |                      |
| 11   | 1     | 2    | Países Baixos     | Giovanni Codrington, Hensley Paulina, Liemarvin Bonevacia, Taymir Burnet | 38.66 | Recorde da temporada |
| 12   | 1     | 7    | Austrália         | Trae Williams, Tom Gamble, Nick Andrews, Rohan Browning                  | 38.88 | Recorde da temporada |
| 13   | 2     | 4    | Cuba              | Harlyn Pérez, Roberto Skyers, Yaniel Carrero, José Luis Gaspar           | 39.01 | Recorde da temporada |
| 14   | 1     | 3    | Barbados          | Levi Cadogan, Ramon Gittens, Shane Brathwaite, Mario Burke               | 39.19 |                      |
| 15   | 2     | 9    | Bahamas           | Warren Fraser, Shavez Hart, Sean Stuart, Teray Smith                     | DSQ   | R 163.3              |
| 16   | 2     | 5    | Antígua e Barbuda |                                                                          | DNS   |                      |

### Final
A final da prova ocorreu dia 12 de agosto às 21:50. 
| Pos.              | Raia | Nacionalidade  | Atletas                                                              | Tempo | Notas                |
| ----------------- | ---- | -------------- | -------------------------------------------------------------------- | ----- | -------------------- |
| Medalha de ouro   | 7    | Grã-Bretanha   | Chijindu Ujah, Adam Gemili, Danny Talbot, Nethaneel Mitchell-Blake   | 37.47 | ,                    |
| Medalha de prata  | 4    | Estados Unidos | Mike Rodgers, Justin Gatlin, Jaylen Bacon, Christian Coleman         | 37.52 | Recorde da temporada |
| Medalha de bronze | 9    | Japão          | Shuhei Tada, Shota Iizuka, Yoshihide Kiryu, Kenji Fujimitsu          | 38.04 | Recorde da temporada |
| 4                 | 8    | China          | Wu Zhiqiang, Xie Zhenye, Su Bingtian, Zhang Peimeng                  | 38.34 |                      |
| 5                 | 6    | França         | Stuart Dutamby, Jimmy Vicaut, Mickaël-Méba Zeze, Christophe Lemaitre | 38.48 |                      |
| 6                 | 2    | Canadá         | Gavin Smellie, Aaron Brown, Brendon Rodney, Mobolade Ajomale         | 38.59 |                      |
| 7                 | 3    | Turquia        | Yiğitcan Hekimoğlu, Jak Ali Harvey, Emre Zafer Barnes, Ramil Guliyev | 38.73 |                      |
| 8                 | 5    | Jamaica        | Omar McLeod, Julian Forte, Yohan Blake, Usain Bolt                   | DNF   |                      |

Legenda
| Recorde mundial       | Recorde mundial (World record)               |                       | Recorde africano                      | Recorde africano (African) |                                           | Q | Classificado por posição (Qualified) |
| Recorde do campeonato | Recorde do campeonato (Championship record)  | Recorde da América    | Recorde da América (Americas)         | q                          | Classificado por melhor tempo (Qualified) |   |                                      |
| Melhor marca do ano   | Melhor marca do ano (World leading)          | Recorde asiático      | Recorde asiático (Asian)              | DNS                        | Não largou (Did not start)                |   |                                      |
| Recorde nacional      | Recorde nacional (National record)           | Recorde europeu       | Recorde europeu (European)            | DNF                        | Não terminou (Did not finish)             |   |                                      |
| Recorde pessoal       | Recorde pessoal do atleta (Personal best)    | Recorde da Oceania    | Recorde da Oceania (Oceania)          | DSQ / DQ                   | Desclassificado (Disqualified)            |   |                                      |
| Recorde da temporada  | Recorde da temporada do atleta (Season best) | Recorde sul-americano | Recorde sul-americano (South America) | NM                         | Sem marca (No mark)                       |   |                                      |